# شبکه دیزنی
شبکهٔ دیزنی (به انگلیسی: Disney Channel) یک شبکهٔ آمریکایی است و بر پایهٔ شبکهٔ کابلی و ماهواره‌ای می‌باشد. که مرکز آن واقع در خیابان آلامدای غربی در بوربانک کالیفرنیا می‌باشد. این شبکه متعلق به گروه تلویزیونی دیزنی اِی. بی. سی است که رئیس آن آنا سوینی می‌باشد. شبکه‌های دیزنی در سراسر جهان نمونه کارهای جهانی با بیش از ۹۰ برنامهٔ کودک‌محور، شبکه‌های خانوادگی، سرگرمی و غیره دارد و در بیش از ۱۶۰ کشور با ۳۰ زبان مختلف برنامه پخش می‌کند. علامت‌های تجاری وابستهٔ شبکهٔ دیزنی، دیزنی اکس دی، دیزنی جونیور، دیزنی پلاس، پلی هوس دیزنی، دیزنی سینماتیک، هونگاما تی وی و رادیو دیزنی می‌باشند. در حال حاضر رئیس شبکه‌های دیزنی کارولینا لایتکپ می‌باشد.

## بین‌الملل
شبکهٔ دیزنی شبکه‌هایی را در کشورهای مختلفی از سراسر جهان ایجاد کرده‌است از جمله آفریقای جنوبی، جنوب شرق آسیا، هنگ کنگ، هند، استرالیا، نیوزیلند، خاورمیانه، انگلستان، ایرلند، هلند از معروف‌ترین ساخته‌های آن می‌توان به پویانمایی‌های گیسو کمند، aValor، سریال هتل ترانسیلوانیا، میکی موس، آبشار جاذبه، نگهبانان شیردل، فینیس و فرب، Kim possible, Teachers pet، لیلو و استیچ، ماجراهای داک، Milo Murphy'Law، معجزه آسا: افسانه بانوی کفشدوزکی و گربه مشکی، dog with a blog، استار علیه نیروهای شیطان، pj Masks, Sofia the first, doc Mcstufies و گردآوری انتقامجویان اشاره کرد.